# سوپر جام فوتبال فرانسه
 سوپر جام فوتبال فرانسه  (به فرانسوی: Trophée des champions) مسابقه‌ای است که سالانه مابین قهرمان لیگ ۱ و قهرمان جام حذفی فوتبال فرانسه برگزار می‌شود.
پاری سن ژرمن با ۱۳ قهرمانی پرافتخارترین تیم این سری مسابقات به حساب می‌آید. باشگاه المپیک لیون با ۸ قهرمانی در رده بعدی قرار دارد.

## روش برگزاری
این دیدار به صورت تک بازی می‌باشد و چند روز پیش از آغاز فصل جدید مسابقات لیگ ۱ برگزار می‌شود.
تیم‌های حاضر:
1. قهرمان لیگ ۱
2. قهرمان جام حذفی فرانسه

در صورتی که قهرمان لیگ ۱ و جام حذفی یک تیم باشد، نایب‌قهرمان لیگ ۱ (نماینده لیگ ۱) به مصاف قهرمان جام حذفی (نماینده جام حذفی) می‌رود.

## پرافتخارترین باشگاه‌ها
| باشگاه       | قهرمانی |
| پاری سن ژرمن | ۱۳      |
| المپیک لیون  | ۸       |
| استاد رمس    | ۵       |
| سن‌اتین       | ۵       |
| موناکو       | ۴       |
| نانت         | ۳       |
| بوردو        | ۳       |
| مارسی        | ۳       |
| نیس          | ۱       |
| سدان         | ۱       |
| رن           | ۱       |
| لوهاور       | ۱       |
| باستیا       | ۱       |
| لیل          | ۱       |